# Процюк Олександр Сергійович
Олександр Сергійович Процюк (нар. 1 лютого 1989, Київ, УРСР) — український футболіст, півзахисник.

## Клубна кар'єра
У ДЮФЛУ виступав за київські «Динамо», «Відрадний», «Локомотив-МСМ-ОМІКС», «Арсенал», «Зміна-Оболонь», «ДЮСШ-15». Виступаючи за «Євробіс» його помітили селекціонери ФК «Харків». З 2006 по 2009 рік виступав за ФК «Харків». В основному виступав за дубль, де зіграв 68 матчів і відзначився 14 голами. Також провів 1 матч за основу «Харкова» у Вищій лізі, 17 червня 2007 року в матчі проти криворізького «Кривбасу» (2:0), Процюк вийшов на 83 хвилині замість Гуванчмухамеда Овекова. У січні 2009 року покинув «Харків». У вересні 2009 року виступав за «Ірпінь» (Гореничі) в аматорському чемпіонаті.

## Кар'єра в збірній
У листопаді 2006 року провів 2 матчі за юнацьку збірну України U-19.

## Особисте життя
Його батько Сергій в минулому професіональний футболіст, а нині футбольний тренер.